# 哈罗德·罗宾斯
哈罗德·罗宾斯（Harold Robbins，1916年5月21日—1997年10月14日）是一位美国通俗小说作家。他一生写了25本以上的畅销书。

## 生平
他的父母是来自俄罗斯帝国的犹太移民，父亲来自敖德薩，母亲来自涅斯維日。 
罗宾斯15岁时从高中辍学，並加入美國海軍。
罗宾斯做过各种各样的工作，例如他當過杂货店的库存管理员。 1940年至1957年期間，他是环球影业的僱員。